# Bonaventura Berlinghieri
Bonaventura Berlinghieri (ur. ok. 1210 w Lukce, zm. ok. 1287 tamże) – gotycki malarz włoski, aktywny w XIII wieku.

## Twórczość
Był synem Berlinghiero Berlinghieriego. Wymieniany w dokumentach z epoki między 1228 a 1274 rokiem. Jego pierwsze dzieła znaczone są wpływem ruchu franciszkańsiego. Artysta namalował trzy obrazy ze św. Franciszkiem z Asyżu. Dwa z nich powstały w 1235, z przeznaczeniem dla kościołów w Pescii i w Guiglii. Obraz Święty Franciszek i historie ze swojego życia z Pescii stanowi tylną część nastawy ołtarzowej. Święty przedstawiony został w pozie hieratycznej. Po obu stronach malarz umieścił po trzy sceny z życia „Biedaczyny z Asyżu”. W Galerii Uffizi we Florencji znajduje się dyptyk Ukrzyżowanie i Madonna z Dzieciątkiem oraz świętymi z około 1255, przypisywany Bonaventurze Berlinghieriemu. Również na tym obrazie widoczne są silne wpływy prężnego wówczas ruchu franciszkańskiego. Berlinghieri na ośmiu świętych namalował aż trzech świeżo kanonizowanych przedstawicieli rodziny minoryckiej: Franciszka z Asyżu, Antoniego z Padwy i Klarę.

## Dzieła
- Święty Franciszek i historie ze swojego życia – 1235, Pescia, Chiesa di San Francesco
- Ukrzyżowanie i Madonna z Dzieciątkiem oraz świętymi (dyptyk) – ok. 1255, Florencja, Galeria Uffizi
- Krzyż – ok. 1260–1270, Rzym, Palazzo Barberini

## Galeria

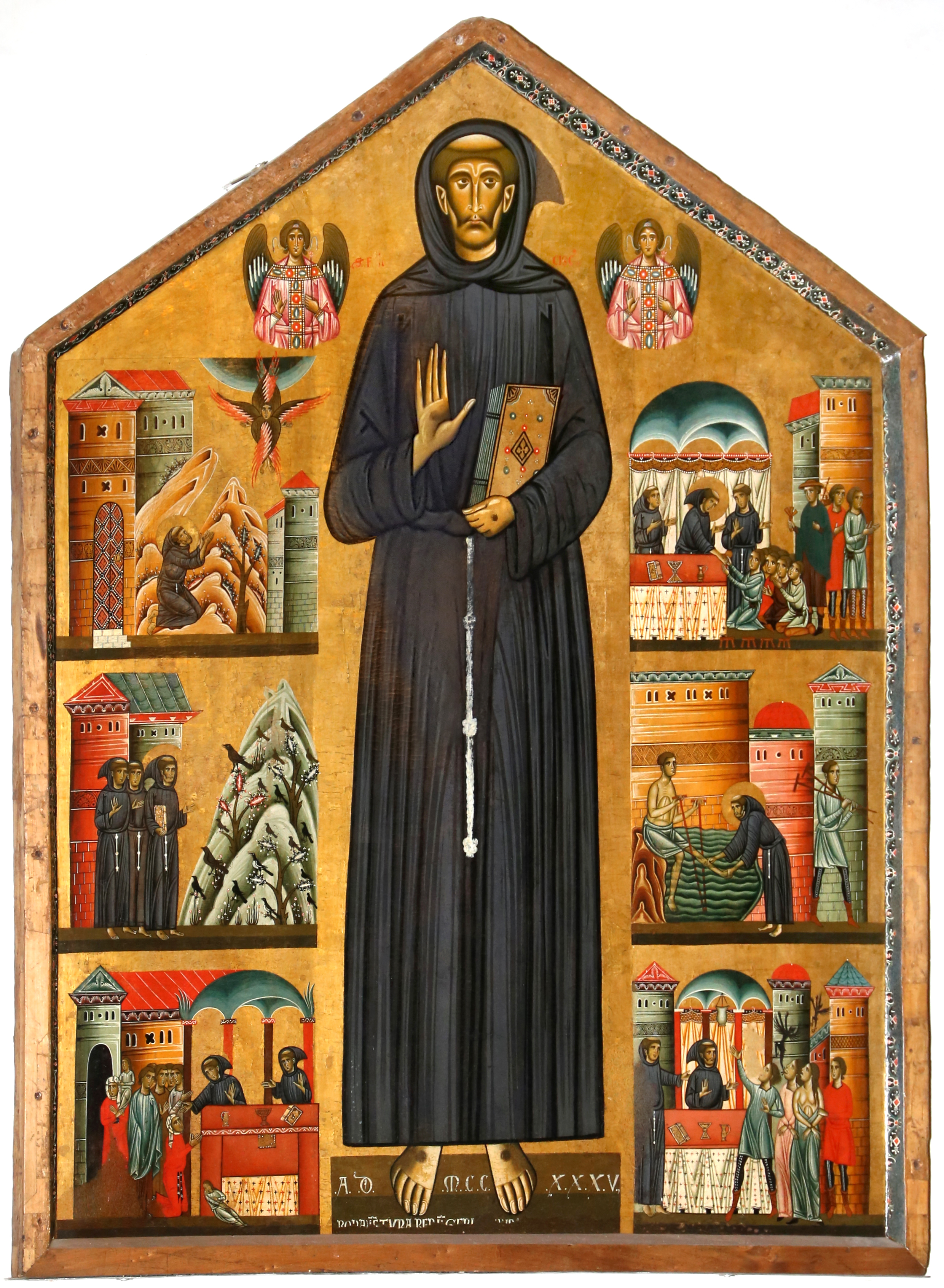
Święty Franciszek i historie ze swojego życia, 1235
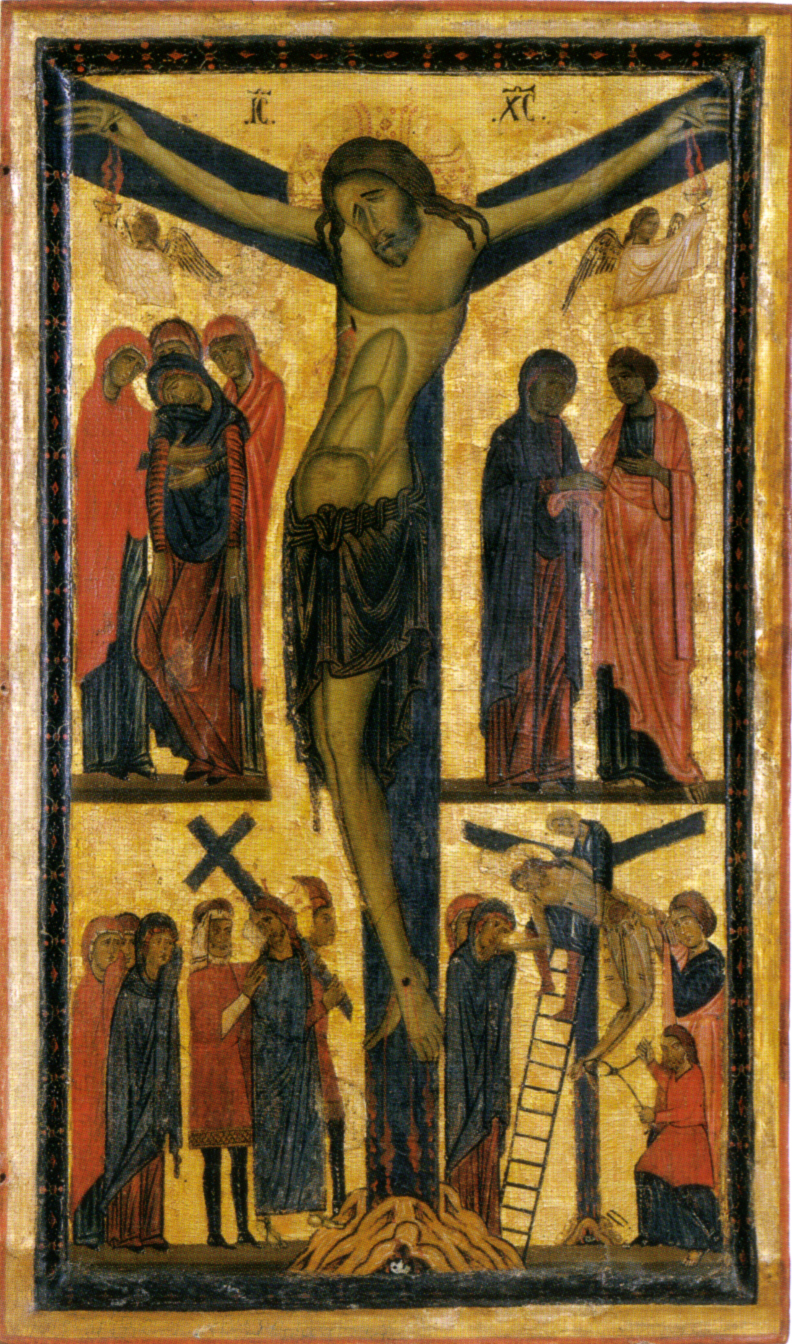
Ukrzyżowanie (część dyptyku), ok. 1255
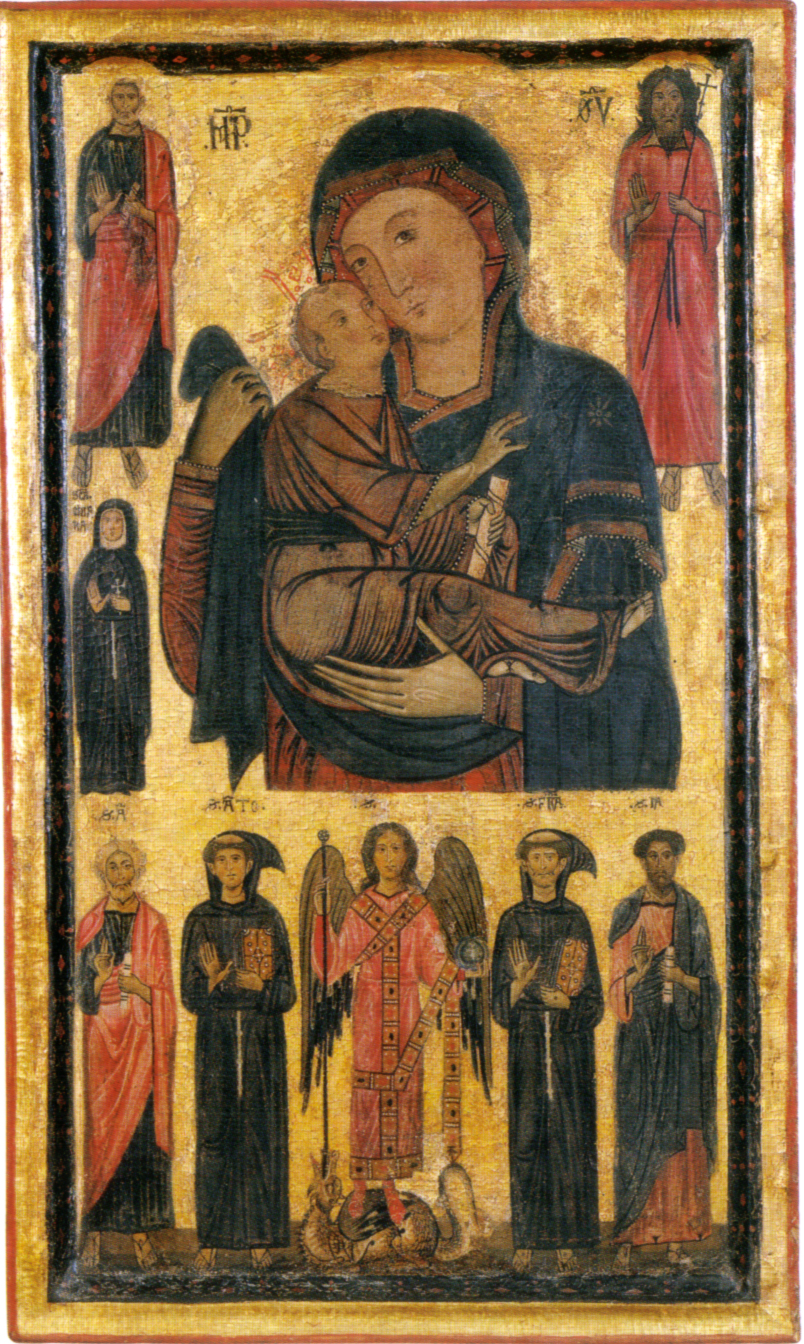
Madonna z Dzieciątkiem oraz świętymi (część dyptyku), ok. 1255
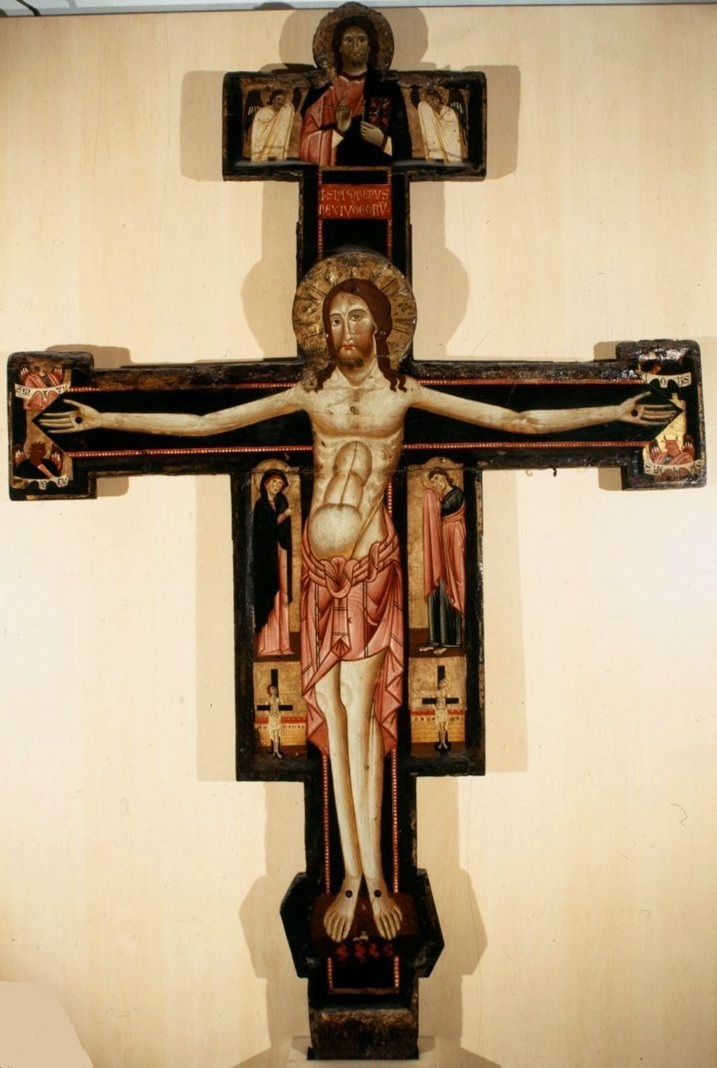
Krzyż, ok. 1260–1270